# Capniidae
Famille
Les Capniidae sont des insectes plécoptères dont on connait 23 genres actuels et plus de 250 espèces.

## Liste des genres
Selon BioLib (27 janvier 2022) :
- Allocapnia Claassen, 1928
- Apteroperla Matsumura, 1931
- Arsapnia Banks, 1897
- Baikaloperla Zapekina-Dulkeit & Zhiltzova, 1973
- Bolshecapnia Ricker, 1965
- Capnia Pictet, 1841
- Capniella Klapálek, 1920
- Capnioneura Ris, 1905
- Capnopsis Morton, 1896
- Capnura Banks, 1900
- Eocapnia Kawai, 1955
- Eucapnopsis Okamoto, 1922
- Eurekapnia Stark & Broome, 2019
- Isocapnia Banks, 1938
- Mesocapnia Rauser, 1969
- Nemocapnia Banks, 1938
- Paracapnia Hanson, 1946
- Sasquacapnia Baumann & Broome, 2019
- Sierracapnia Bottorff & Baumann, 2015
- Sinocapnia Murányi, Li & Yang, 2015
- Takagripopteryx Okamoto, 1922
- Utacapnia Gaufin, 1970
- Zwicknia Murányi, 2014

- †Dobbertiniopteryx Ansorge, 1993 (fossile du Jurassique)
- †Rovnocapnia Sinitshenkova, 2009